# Acanthoceras (ammoniet)
Acanthoceras is een uitgestorven geslacht van ammonieten dat voorkwam in het laat Krijt. Het geslacht behoort tot de familie der Acanthoceratidae.